# Bullion (moneda)

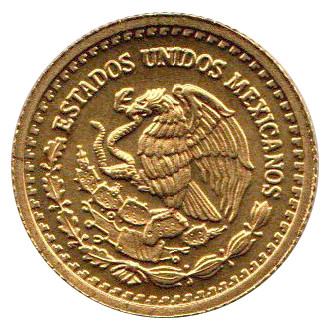
Anverso de la moneda bullion Libertad de oro de México.

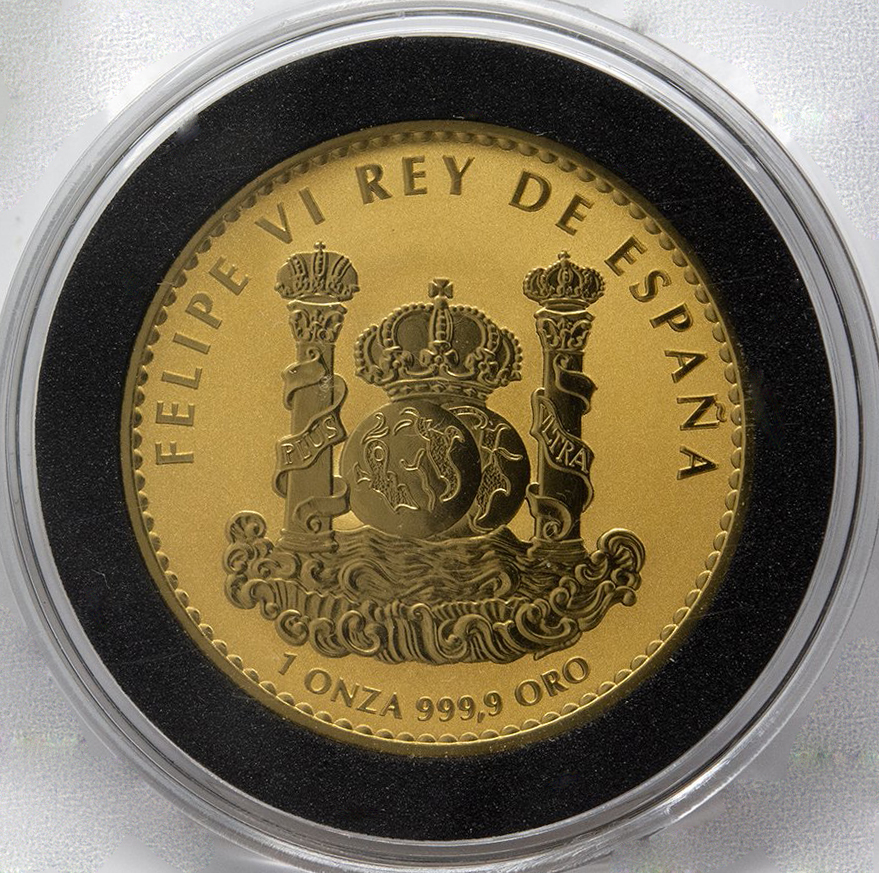
Anverso de la moneda bullion Lince Ibérico de oro de España.

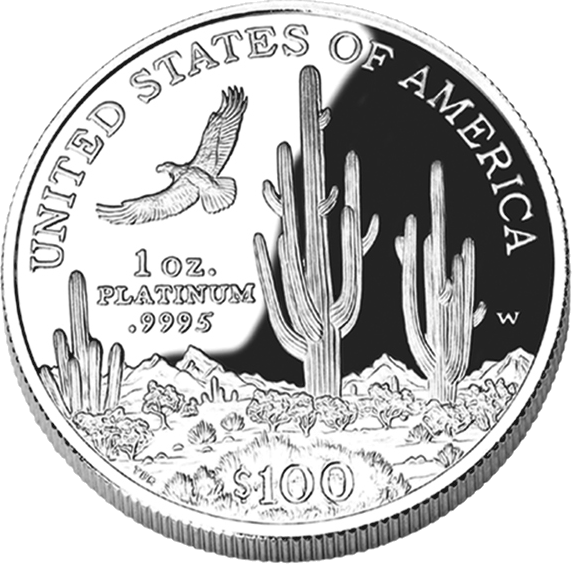
Reverso de una moneda bullion Águila Americano de platino de los Estados Unidos.

Las monedas bullion, también llamadas monedas de inversión, son monedas acuñadas en metales preciosos, generalmente oro y plata (aunque también en platino, paladio y rodio), no ideadas para la circulación, sino como una manera de almacenar el valor de los metales que las componen o como inversión.
El término bullion se refiere al metal precioso no convertido en moneda, en forma de lingotes, barras o placas de platino, oro y plata en una aleación determinada. Bullionismo o metalismo, es la doctrina económica que define la riqueza como la cantidad de metales preciosos de los que se es propietario.
Las monedas de plata bullion son normalmente fabricadas por empresas privadas, aunque también algunos gobiernos las producen. Como inversión en plata, estas monedas tienen un coste cercano al precio de la plata que contienen.

## Historia
Las primeras monedas bullion modernas aparecen en Sudáfrica en 1967, como un artificio de la Casa de la Moneda de Sudáfrica, en Johannesburgo, para evitar el bloqueo internacional para exportar oro (debido al Apartheid). Se trataba de acuñar una moneda de oro de 916 milésimas, con una pequeña parte de cobre y que pesaba una onza troy. Esta moneda, llamada Krugerrand, sigue acuñándose en la actualidad.

## Peso
El peso más común para las monedas de plata es una onza troy (1 oz, 31,10 gramos), aunque también pueden encontrarse monedas de 1/10 oz, 1/4 oz y 1/2 onza y otros. La Casa de Moneda de Australia (Perth Mint) fabricado una de las monedas de plata más grandes, de 10 kg con un valor nominal de 300 dólares australianos.

## Lista de monedas bullion
Estas son algunas de las monedas bullion más comunes:
| País emisor    | Moneda de plata       | Peso                                                     | Inicio emisión |
| -------------- | --------------------- | -------------------------------------------------------- | -------------- |
| Australia      | Koala australiano     | 1 oz, 1/10 oz, 10 oz, 1 kg                               | 2007           |
| Austria        | Filarmónica de Viena  | 1 oz                                                     | 2008           |
| Gran Bretaña   | Britannia             | 1 oz                                                     | 1987           |
| China          | Panda chino           | 1 oz                                                     | 1982           |
| Canadá         | Maple Leaf            | 1 oz                                                     | 1979           |
| Estados Unidos | American Silver Eagle | 1 oz                                                     | 1986           |
| Sudáfrica      | Krugerrand            | 1 oz                                                     | 1967           |
| México         | Libertad              | 1/20 oz, 1/10 oz, 1/4 oz, 1/2 oz, 1 oz, 2 oz, 5 oz, 1 kg | 1981           |
| España         | Lince Ibérico         | 1 oz                                                     | 2021           |

## Galería
|                                                           |
| Reverso de una moneda de oro Búfalo de los Estados Unidos |

|                                                       |
| Anverso de una moneda Lince Ibérico de oro de España. |

|                                                                |
| Anverso de una moneda Soberano de oro de 1959 del Reino Unido. |

|                                            |
| Un Krugerrand de oro de 2017 de Sudáfrica. |

|                                                                          |
| Monedas Centenario y Libertad mexicanas de oro y plata de diversos años. |